# 漬災
漬災又稱暗澇和啞巴災，是指土壤孔隙中水分過多、空氣過少導致農作物根部無法呼吸，進而嚴重影響農作物的生長造成農作物歉收。一般引發漬災的因素有降水過多、土壤自身滲透性差無法及時排水以及低窪的地勢。